# Фінік їстівний
{{#ifeq:0|0|{{#if:|{{#if:Phoenixdactylifera|[[]}}|}}}}
Ф́інік їстівн́ий (Phoenix dactylifera) — вид дерев з роду фінікова пальма родини пальмові (пальми).

## Біологічний опис
Фінік їстівний — дерево з прямим стовбуром, покритим залишками листових черешків. Рослини досягають висоти 30-36 метрів.
Листки перисті, підняті, завдовжки до 6 метрів, розташовані пучком на вершині стовбуру.
Квітки одностатеві, зібрані у суцвіття волоть, вітрозапильна.
Плід — фінік, довгаста сім'янка завдовжки до 8 см і шириною до 4 см.
Витримує температури до −14 °C.

## Практичне застосування
З фініків виготовляють лікер тібарин.
У 2019 році ЮНЕСКО зарахувала фінікову пальму, знання, навички, традиції та практики до списку світової спадщини.